# La terza moglie del mullah
La terza moglie del mullah (Третья жена муллы, Tret'ja žena mully) è un film del 1928 diretto da Vjačeslav Kazimirovič Viskovskij e Jurij Muzykiant.